# Supercomplex

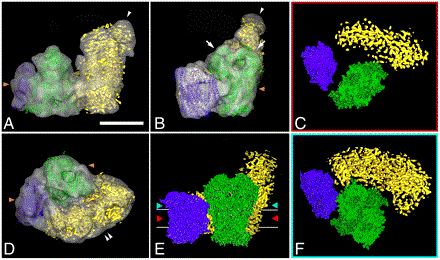
Het respirasoom van zoogdieren. Complex I in geel, Complex III in groen, and Complex IV in paars. A, B en E zijn zijaanzichten van de complexen, rechtop in het membraan georiënteerd. D is een aanzicht vanuit de intermembrane ruimte. C en F zijn onderaanzichten, bekeken vanuit de matrix.

Uit modern structuurbiologisch onderzoek is gebleken dat de eiwitcomplexen van de mitochondriale ademhalingsketen zich verenigen tot zeer grote supramoleculaire structuren genaamd supercomplexen. Deze supercomplexen werken als een functionele eenheid om protonen over het membraan te pompen door elektronen (uit NADH) door te geven binnen het supercomplex. Doordat de eiwitcomplexen dicht op elkaar liggen, kunnen ubichinon en cytochroom c zeer efficiënt elektronen doorgeven binnen het supercomplex.
Voor het inzicht dat de eiwitcomplexen van de ademhalingsketen kwamen vanaf de jaren 2000 steeds meer aanwijzingen. Het was in strijd met de meer conventionele visie dat de eiwitcomplexen los in het mitochondriale membraan voorkwamen. In zoogdieren komen Complex I, Complex III en Complex IV samen tot een enorm supercomplex van ongeveer 1.7 miljoen dalton: het zogenaamde respirasoom.
Respirasomen zijn aangetroffen in verschillende zoogdierlijke weefsels, waaronder hersenen, lever, nieren, skeletspieren en hartcellen. Ook in planten, schimmels en C. elegans zijn vergelijkbare supercomplexen gevonden.